# Thomas Frankson
Thomas Frankson (* 16. September 1869 im Fillmore County, Minnesota; † 8. Juni 1939 in Saint Paul, Minnesota) war ein US-amerikanischer Politiker. Zwischen 1917 und 1921 war er Vizegouverneur des Bundesstaates Minnesota.

## Werdegang
Thomas Frankson besuchte die öffentlichen Schulen seiner Heimat einschließlich der High School. Nach einem anschließenden Jurastudium und seiner im Jahr 1900 erfolgten Zulassung als Rechtsanwalt begann er in diesem Beruf zu arbeiten. Außerdem war er in der Immobilienbranche tätig. Politisch wurde er Mitglied der Republikanischen Partei. Zwischen 1911 und 1914 saß er als Abgeordneter im Repräsentantenhaus von Minnesota, wo er mehreren Ausschüssen angehörte.
1916 wurde Frankson an der Seite von Joseph A. A. Burnquist zum Vizegouverneur von Minnesota gewählt. Dieses Amt bekleidete er zwischen 1917 und 1921. Dabei war er Stellvertreter des Gouverneurs und Vorsitzender des Staatssenats. Nach seiner Zeit als Vizegouverneur ist er politisch nicht mehr in Erscheinung getreten. Er starb am 8. Juni 1939 in Saint Paul.